# Maksimin Tračanin
Maksimin Tračanin, rođen kao Gaj Julije Ver Maksimin, je bio Rimski car (235. – 238.). Vojska ga je proglasila carem nakon što je ubila Aleksandra Severa. Uspješno je ratovao s Dačanima, Germanima i Sarmatima. U Rim nikad nije došao. Kada je krenuo u Rim, ubijen je kod Akvileje gdje mu je pružen otpor.
Po njegovom imenu Gaj Julije se vidi da je njegova porodica dobila Rimsko Državljanstvo za vreme prve Rimske Carske dinastije. Ako ćemo vjerovati "Carskoj Povjesti" Maksimin je bio visok 2,6 metra i da je bio ogromne građe sto ga je dovelo u Rimske Legije. Maksimin je zapovijedao "IV Legijom Italija", sastavljenom od regruta iz Panonije, koji su bili ljuti Aleksandrovim plaćanjima Alemanima i njegovim izbjegavanjem rata. Vojske, koje su uključivale" XXII Legiju Primigenija", izabrale su Maksimina, ubivši Aleksandra i njegovu majku u Moguntiacumu (Današnji Mainz). Pretorijanska garda ga je proglasila carem, a njihov izbor je potvrdio Senat, koji nije bio zadovoljan što za cara ima seljaka. Kao car uspjesno je ratovao protiv Germanskih plemena preko Rajne, Protiv Sarmata i Dačana na Dunavu gdje je i njegov sin Maksimus proglasen cezarom. Maksimin je uvijek imao zatengnute odnose se senatom što je eskaliralo u pobuni Gordijana I i II u Africi. Medjutim ta pobuna je bila ugašena, ali Senat tu nije stao i proglasio je Pupijena I Balbina za Careve koji su vodili senatorske armije. Maksimin je odlucio da ugusi ovu pobunu i kazni senat ali je ubijen dok je pokusao osvojiti Akvileju.
Njegova vladavina označena je sa borbom protiv varvara na Dunavu u Rajni, ali i sa tenzijama sa senatom koji je proglasio petoro ljudi za cara u jednoj godini da bi zbacili "Varvarskog cara" Maksimina, koji je ubijen u Akvileji.
| Prethodnik:                    | Rimski carevi | Nasljednik:        |
| Aleksandar Sever (222. - 235.) | Rimski carevi | Gordijan I. (238.) |

### Ostali projekti
|  | Zajednički poslužitelj ima još gradiva o temi Maksimin Tračanin |